# اوتانی کیکوزو
اوتانی کیکوزو (انگلیسی: Otani Kikuzo; ۴ فوریهٔ ۱۸۵۶ – ۲۶ نوامبر ۱۹۲۳) نظامی اهل ژاپن بود.